# Labastide-Saint-Sernin
Labastide-Saint-Sernin è un comune francese di 1 806 abitanti situato nel dipartimento dell'Alta Garonna nella regione dell'Occitania.

## Monumenti

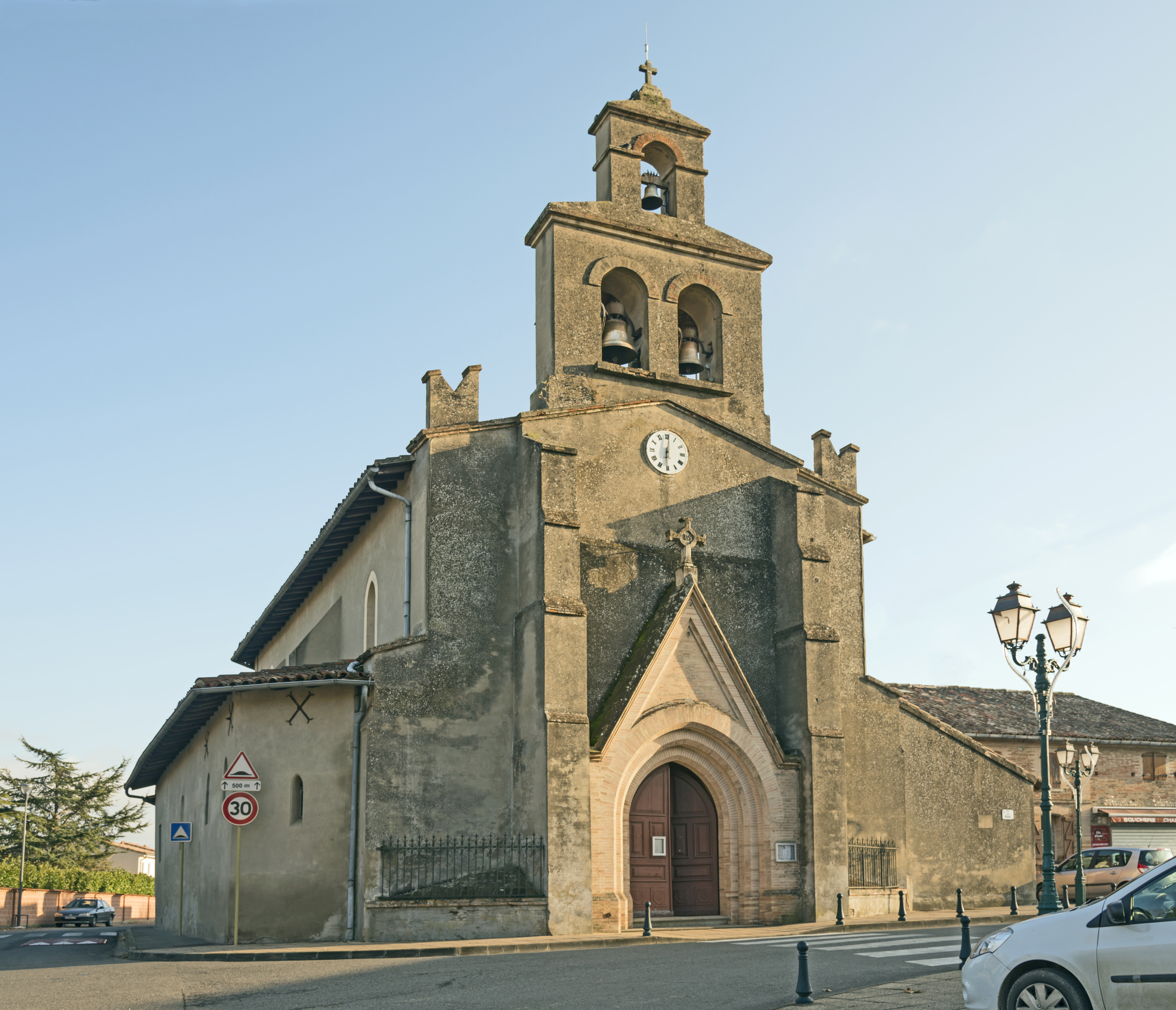
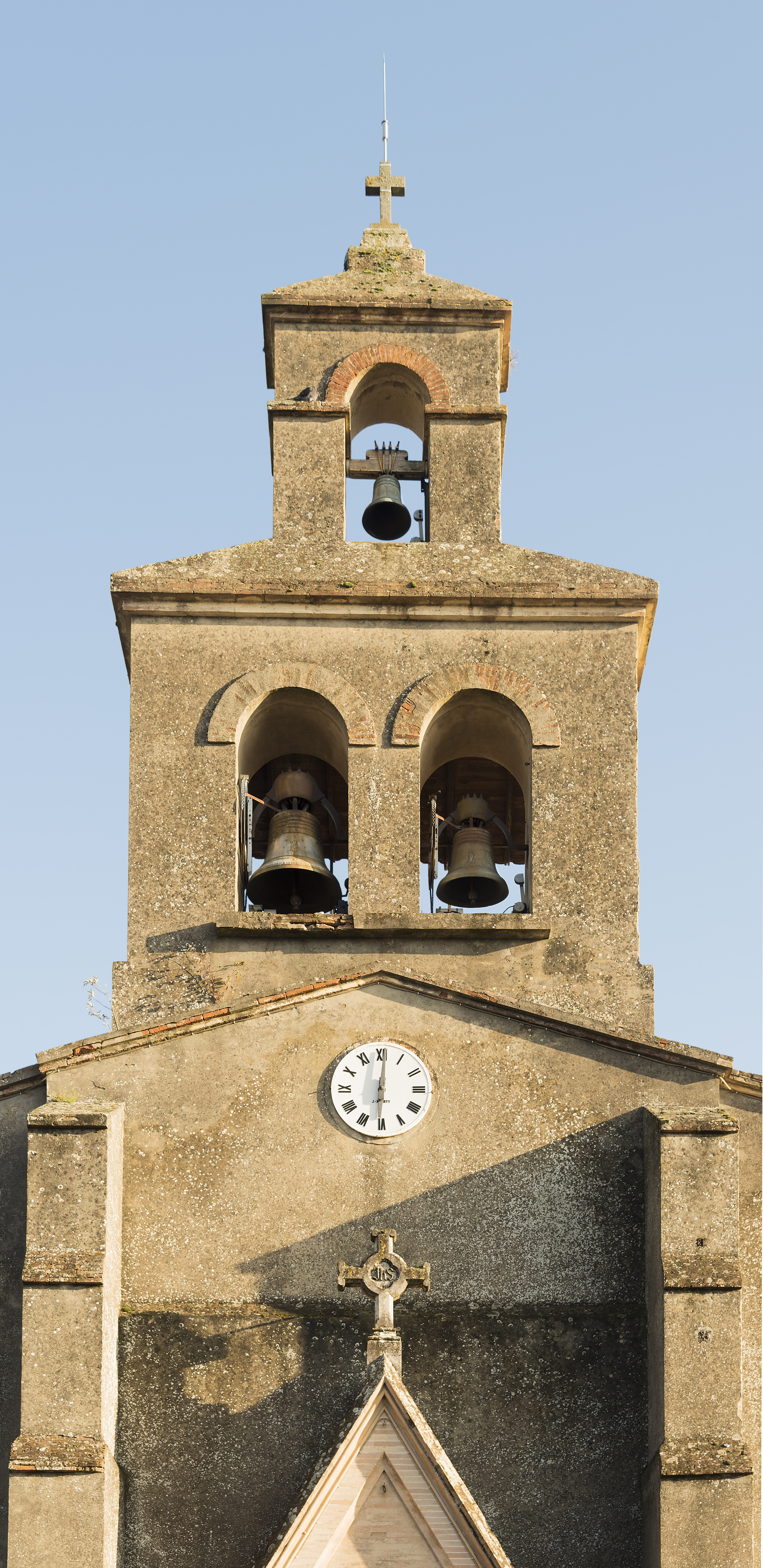
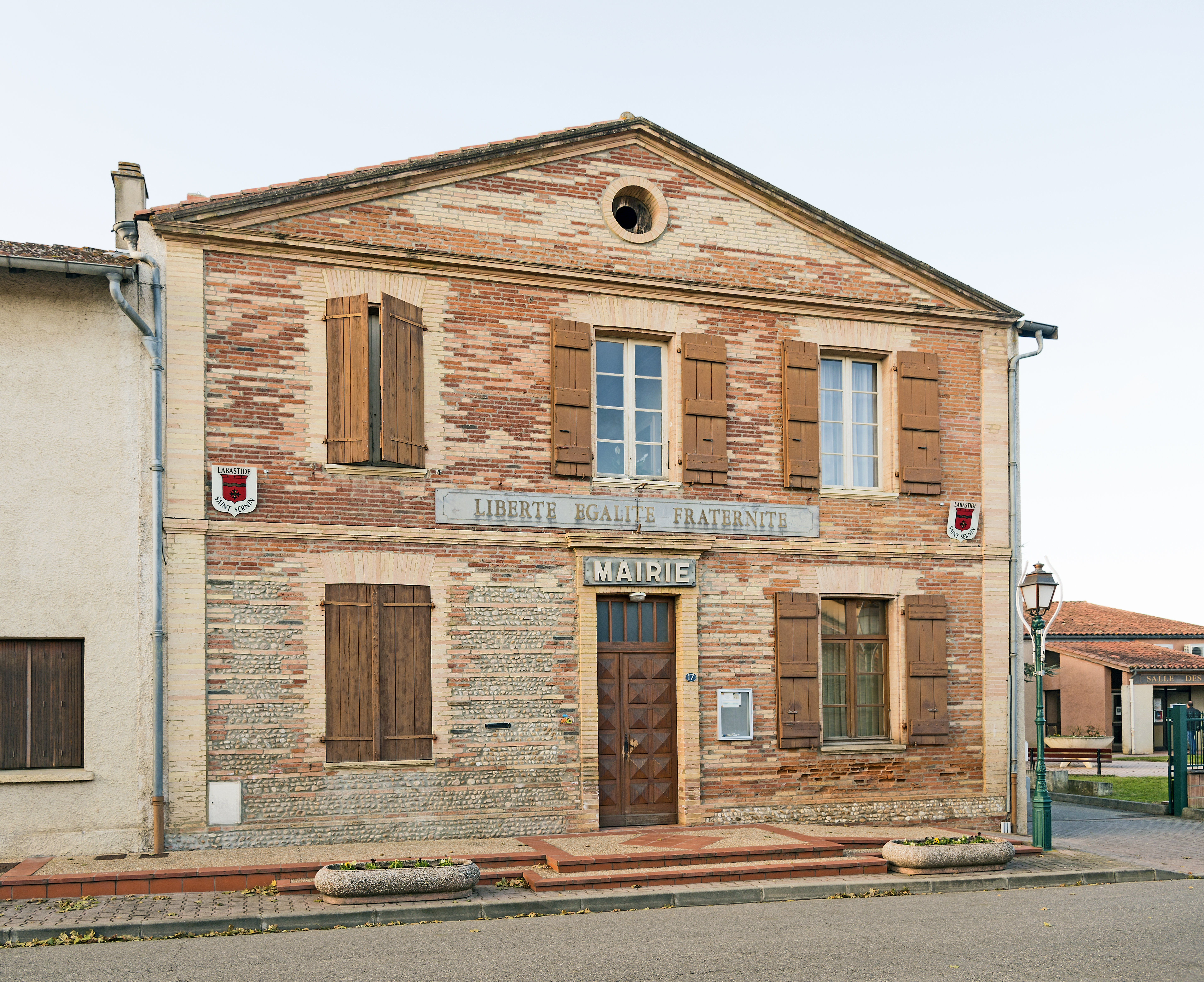

## Società

### Evoluzione demografica
Abitanti censiti